# 지방도 제712호선
지방도 제712호선은 전북특별자치도 김제시 청하면 청하삼거리에서 전주시 완산구 우림교 서단을 잇는 전북특별자치도의 지방도이다.
김제시 시가지를 남북으로 통과하는 것이 특징이다. 금산사 나들목과 접속하고 있어 호남고속도로를 이용할 수 있다.

## 연혁
- 2024년 1월 5일 : 황산 ~ 금산사IC간 도로 1공구(김제시 황산동 ~ 봉남면 신호리) 4.8km 구간 확장 개통, 기존 김제시 황산동 ~ 도장동 2.5km 구간과 김제시 도장동 ~ 황산면 남산리 700m 구간 폐지[1]

## 주요 경유지
- 김제시
  - 청하면 청하삼거리 - 동지산리 - 장산삼거리 - 장산리 - 관상리 - 관상삼거리 - 관상교 - 월현리
  - 백산면 종정초등학교 수월분교(폐교) - 수월사거리 - 수록리 - 조종리 - 백산사거리 - 하정사거리 - 하정리
  - 요촌동 백석초등학교 - 흥사 교차로 - 덕암고등학교, 덕암정보고등학교, 덕암중학교 - 서흥 교차로 - 요촌삼거리 - 시청사거리 - 전통시장사거리 - 구산사거리
  - 신풍동 새한아파트사거리 - 용동오거리 - 김제육교 - 용동교 - 오정교 - (일광주유소) - 황산동 - 도장리고개 - 도장동
  - 봉남면 신호교 - 신덕삼거리 - 대송리 - 봉남면 행정복지센터 - 남주사거리 - 대송교 - 평사리
  - 금산면 금산사 나들목 - 금산육교 - 금보교 - 낙수 교차로 - 성암삼거리 - 성암교 - 성계리 - 성암사거리 - 쌍용리 - 월평사거리 - 신흥교 - 금정교 - 용천교 - 팔정이삼거리 - 팔정이사거리 - 백오동삼거리 - 하운교 - 청도리 - 귀신사 - 유각치

- 전주시
  - 완산구 유각치 - 모악추모공원 - 중인 교차로 - 황소교 - 중인삼거리 - 삼천동2가 - 전주해성고등학교, 해성중학교 - 전주농협 공판장 - 우림교 서단

## 중복 구간
- 김제시 요촌동 흥사 교차로 ~ 서흥 교차로 : 국도 제23호선과 중복
- 김제시 신풍동 용동오거리 ~ (일광주유소) : 지방도 제714호선과 중복
- 김제시 봉남면 신덕삼거리 ~ 남주사거리 : 지방도 제735호선과 중복

## 도로명
- 김제시 청하면 청하삼거리 ~ 관상삼거리 : 청하로
- 김제시 청하면 관상삼거리 ~ 요촌동 흥사 교차로 : 백산로
- 김제시 요촌동 흥사 교차로 ~ 서흥 교차로 : 하공로
- 김제시 요촌동 서흥 교차로 ~ 신풍동 용동오거리 : 남북로
- 김제시 신풍동 용동오거리 ~ 금산면 낙수 교차로 : 봉남로
- 김제시 금산면 낙수 교차로 ~ 성암삼거리 : 금평로
- 김제시 금산면 성암삼거리 ~ 성암사거리 : 원평로
- 김제시 금산면 성암사거리 ~ 백오동삼거리 : 금산사로
- 김제시 금산면 백오동삼거리 ~ 전주시 완산구 삼천동2가 : 우림로
- 전주시 완산구 삼천동2가 ~ 전주농협 공판장 : 계룡산길
- 전주시 완산구 전주농협 공판장 ~ 우림교 서단 : 세내로